# Bessines-sur-Gartempe
Bessines-sur-Gartempe é uma comuna francesa na região administrativa da Nova Aquitânia, no departamento de Alto Vienne. Estende-se por uma área de 55,41 km². Em 2010 a comuna tinha 2 876 habitantes (densidade: 51,9 hab./km²).